# Aviaenergo
Aviaenergo (Russisch: Авиакомпания «Авиаэнерго») is een Russische luchtvaartmaatschappij met haar thuisbasis in Moskou. Zij voert chartervluchten uit binnen en buiten Rusland.

## Geschiedenis
Aviaenergo is opgericht in 1994 en is volledig in handen van de Russische Staats Energie maatschappij.

## Vloot
De vloot van Aviaenergo bestaat uit: (okt.2006)
- 2 Ilyushin IL-62M
- 1 Tupolev TU-154M
- 1 Tupolev TU-134A